# Pakem (Gebang)
Pakem is een bestuurslaag in het regentschap Purworejo van de provincie Midden-Java, Indonesië. Pakem telt 1481 inwoners (volkstelling 2010).